# Salomé (Sängerin)

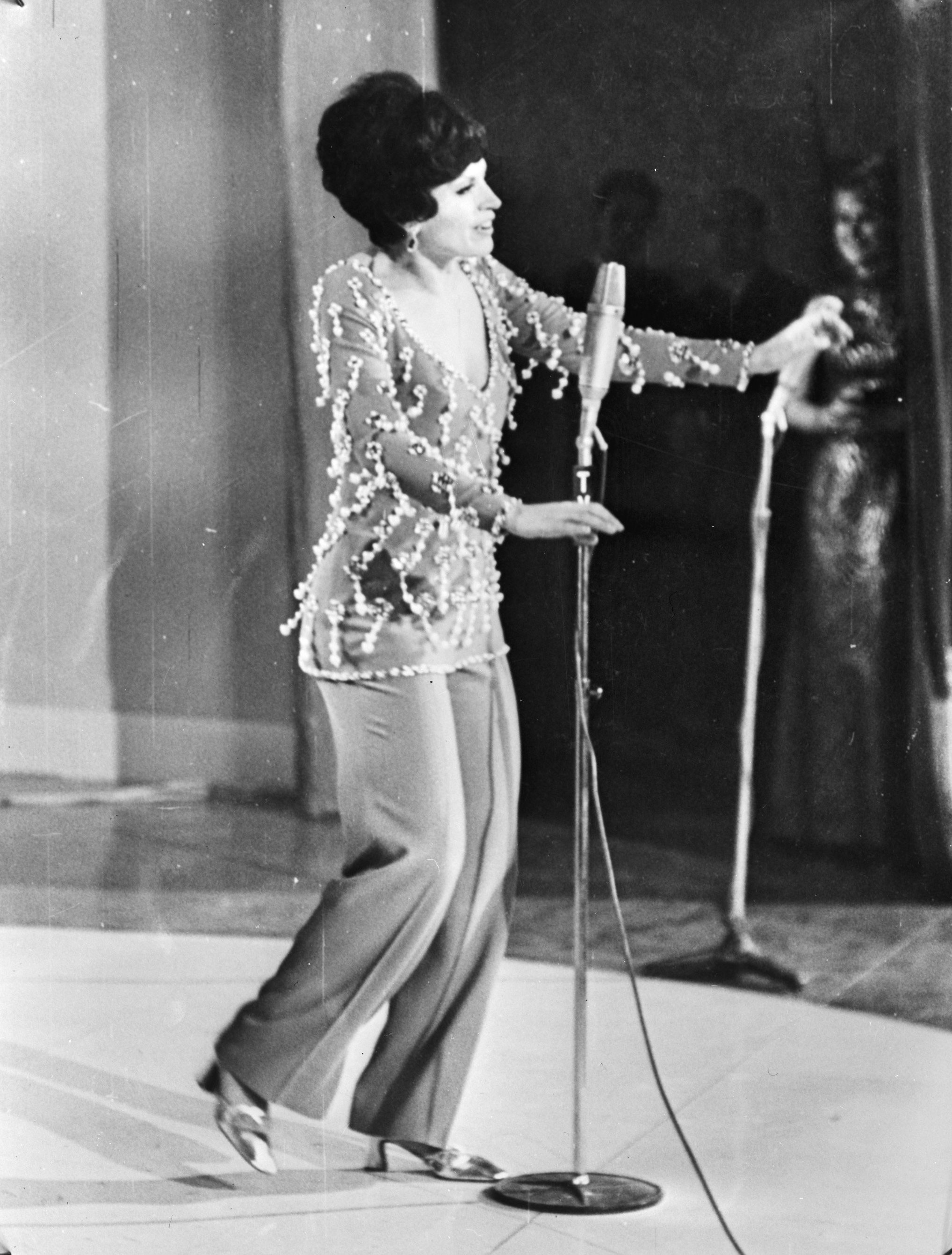
Salomé (1969)

Salomé (* 21. Juni 1939 in Barcelona als Maria Rosa Marco Poquet) ist eine spanische Sängerin und Schauspielerin.

## Leben und Wirken
Sie wurde am 21. Juni 1939 unter dem Namen María Rosa Marco Poquet geboren. Ihr Debütalbum Quizás erschien 1962.
Sie siegte 1969 beim Eurovision Song Contest mit dem Lied Vivo Cantando, zusammen mit den Beiträgen aus Frankreich, den Niederlanden und Großbritannien. Ihren Siegertitel nahm sie in insgesamt acht Sprachen auf (Spanisch, Katalanisch, Baskisch, Französisch, Deutsch, Italienisch, Englisch und Serbokroatisch).
Ihre Hauptzeit waren die 1960er Jahre, sie blieb jedoch bis ins hohe Alter als Sängerin aktiv.
Ebenso spielte sie in einigen Filmen mit, so Amigo (2019), Dones d'aigua (1997) und Love me Not (2019).
Seit 1969 ist sie mit Sebastián García Vernetta verheiratet.